# Saint-Léonard (Paso de Calais)
 Saint-Léonard  es una población y comuna francesa, situada en la región de Norte-Paso de Calais, departamento de Paso de Calais, en el distrito de Boulogne-sur-Mer y cantón de Samer.

## Demografía
| 1233 | 1547 | 3929 | 4021 | 4131 | 3952 |
| Para los censos de 1962 a 1999 la población legal corresponde a la población sin duplicidades (Fuente: INSEE [Consultar]) |      |      |      |      |      |